# María Antonieta Pons
María Antonieta Pons y Morales (La Habana, 11 de junio de 1922-Ciudad de México, 20 de agosto de 2004) fue una bailarina exótica y actriz cubanomexicana. Es considerada como una «reina del Trópico», denominación que se le dio a ella y a otras cuatro artistas más identificadas con el cine de rumberas
Fue descubierta en Cuba en 1938 por el cineasta de origen español Juan Orol, quién decide lanzarla como actriz de cine en México. Hizo su debut cinematográfico en la cinta Siboney (1938).
Destacó por su participación en varios filmes, la mayoría realizados bajo la dirección de su primer y segundo marido, los cineastas Juan Orol y Ramón Pereda. De ellos destacan cintas como La reina del trópico (1946), La bien pagada (1948), La hija del penal (1948), la segunda versión del clásico La mujer del puerto (1949), El ciclón del Caribe (1950), La reina del mambo (1950) y María Cristina (1951), entre otras más. A partir del declive del cine de rumberas la actriz emigró a otros géneros cinematográficos como la comedia, las cintas rancheras y musicales.  

## Biografía y carrera

### Primeros años
María Antonieta Pons nació en La Habana, Cuba el 11 de junio de 1922. No se conocen muchos detalles acerca de su infancia y juventud. Sin embargo, se sabe que en su adolescencia formó parte del equipo oficial de voleibol de su país natal. Más tarde, comenzó a bailar en diversos teatros y clubes de baile de La Habana. Inició su carrera en cine en su tierra natal, en 1938, con un pequeño rol en la película La serpiente roja, protagonizada por el actor Aníbal de Mar. Poco después, conoció al actor y director cinematográfico español Juan Orol, quien se convierte en su pareja en diversos concursos de baile en la isla. Tras convertirse en esposa de Orol, este decide lanzarla como estrella de cine en México.

### Cine

#### Años 1940
María Antonieta debuta en el Cine mexicano con la cinta Siboney (1938), dirigida por Juan Orol. María Antonieta es la primera rumbera que triunfa en el Cine mexicano, y la que, de alguna manera, perfilará la aparición del género conocido como el Cine de rumberas. A pesar de que otras actrices ya habían bailado rumba y ritmos tropicales en algunas películas, es María Antonieta la que resume todas las características que definieron a las exponentes del género.
En una entrevista realizada en 1948, la actriz definió su estilo al bailar:

«Es verdad que hay gente que se mueve al ritmo de determinada melodía, pero no es lo mismo menearse, provocando morbosidad, que sentir y vivir lo que se baila, olvidándose de todo lo demás, porque aunque el baile en si encierra cierta provocación, ésta debe quedar dominada por el único propósito de transmitir el sentimiento a través de la interpretación.»
María Antonieta Pons (1948)

Después de su debut, María Antonieta no volvió a pisar los foros en algún tiempo, porque Orol y ella realizaban giras internacionales, y el circuito principal de estas giras eran centros nocturnos y cabarets de los Estados Unidos, particularmente Nueva York y Chicago. En 1942, retorna al cine en México con un pequeño rol en la cinta La última aventura de Chaflán, última cinta del comediante Carlos López "Chaflán". En 1943, María Antonieta es invitada por el productor Guillermo Calderón para participar en la cinta Noches de ronda, película realizada como vehículo de lucimiento para los actores Susana Guízar y Ramón Armengod, que sin embargo, son opacados por la naciente estrella. En ese mismo año actúa en la cinta Konga Roja, al lado del entonces consagrado actor Pedro Armendáriz. Independientemente de su relación laboral con Orol, María Antonieta filma otras cintas con otros directores. Entre estas se destacan algunas como ¡Viva mi desgracia! (1944), una de las primeras cintas estelares de Pedro Infante; Balajú (1944), junto a David Silva y Rosalinda (1945), con Rafael Baledón, entre otras. Estas cintas le permiten lucir también sus dotes como actriz, con un matiz muy diferente al del peculiar estilo de las películas de Orol. Pese a no sentirse cómoda filmando las cintas dirigidas por su marido, su contrato con él le obliga a filmar algunas cintas como Cruel destino (1944), Los misterios del hampa (1945) y la coproducción estadounidense Embrujo antillano (1946), películas de calidad inferior, pero que fueron un enorme éxito de taquilla. Sin embargo, su relación laboral y personal con Orol se vio deteriorada. La cinta Pasiones tormentosas (1946), pondrá fin a la relación profesional que unía a la actriz con su marido y descubridor. Su relación personal también llegó a su fin en el mismo año. Poco después, Orol iniciaría la búsqueda de una nueva musa cinematográfica, que finalmente encontró en la figura de la rumbera, también cubana Rosa Carmina.
Tras su ruptura profesional y sentimental con Orol, María Antonieta fue contratada por el productor Gregorio Wallerstein y los estudios FILMEX. Bajo la batuta de este productor, realiza exitosas cintas como La reina del trópico (1946), con Luis Aguilar, y La vida íntima de Marco Antonio y Cleopatra (1946), comedia realizada al lado del actor argentino Luis Sandrini y dirigida por Roberto Gavaldón. En 1947, filma la cinta Ángel o demonio, basada en la novela del escritor español José María Carretero Novillo "El Caballero Audaz", que resultó un enorme éxito de taquilla y que la reunió por primera vez con el actor español Armando Calvo como su pareja protagónica. Otros de sus éxitos más recordados son La sin ventura (1947), dirigida por el maestro del cine musical mexicano, Alberto Gout, y La bien pagada (1948). En 1949, María Antonieta realiza la segunda versión fílmica de la cinta La mujer del puerto (cuya primera versión protagonizara en 1934 la actriz Andrea Palma), dirigida por Emilio Gómez Muriel. En 1950 protagoniza la cinta Piña madura, su segunda cinta filmada junto a Armando Calvo.

#### Años 1950
En 1950, conoció a su segundo marido, el actor y director Ramón Pereda, cuando este la contrató para filmar El ciclón del Caribe. Con Pereda como director, realizó algunos de sus proyectos más importantes, como La reina del mambo (1950), María Cristina (1951) y La niña popoff (1952). En 1952, se incorporó al mercado brasileño con la cinta Carnaval Atlántida, país donde gozaba de reconocimiento. Otras cintas populares suyas de este periodo incluyeron, Necesita un marido (1953), Casa de perdición (1954), La gaviota (1955), ¡Qué bravas son las costeñas! (1955), Nunca me hagan eso (1956), y Teatro del crimen (1956).
Con el declive del cine de rumberas y concluida la Época de Oro del cine mexicano, a mediados de los años cincuenta, comenzó a incursionar en comedias. Algunos de sus títulos filmográficos en esta etapa fueron, Las mil y una noches (1958), La odalisca n.º 13 (1958), Una estrella y dos estrellados (1959), Los legionarios, Acapulqueña, y Flor de canela (1959). No obstante, el público, acostumbrado a verla en historias tropicales o cabareteras, no aceptó su incursión en este nuevo género.

#### Años 1960
A principios de los sesenta María Antonieta se destaca más por su participación en comedias rancheras de escaso éxito que produjo y dirigió su marido. Probablemente su único éxito destacado fue la comedia musical Romance en Puerto Rico (1962), que protagonizó con el cantante boricua Bobby Capó.
Su último trabajo fílmico fue en la cinta Caña brava (1965), rodada en República Dominicana y que protagonizó con el cantante Javier Solís. "Maritoña", como también se la conocía en esa época, termina por retirarse del cine tras la filmación de esta película.

### Retiro y últimos años
Después de Caña brava, María Antonieta se despidió del medio artístico, y sus apariciones en público fueron esporádicas. A su alrededor se crearon especulaciones sobre su residencia: unos la ubicaron el Los Ángeles, otros en Miami y hasta en Nueva York. A partir de los años setenta, se negó a tener contacto con el medio artístico. Al morir su esposo, Ramón Pereda, su aislamiento fue mayor. Incluso se negó a recibir homenaje alguno y rechazó un premio Diosa de Plata, porque según ella "Todo lo que puede decirse de mí está plasmado en mis películas".

## Vida personal
María Antonieta Pons estuvo casada entre 1940 y 1946 con su descubridor, el cineasta español Juan Orol. En 1950 contrajo matrimonio con el actor y director cinematográfico cubano-español Ramón Pereda. Con él procreó a su única hija, María Guadalupe. María Antonieta estuvo unida a Pereda hasta la muerte de este en 1986. Volvió a contraer matrimonio a finales de los años ochenta con el periodista Benjamín Álvarez, con el que permaneció unida hasta su muerte.

### Muerte
El 20 de agosto de 2004, Pons falleció en Ciudad de México a los 82 años de edad, a causa de una neumonía complicada por secuelas de embolia cerebral y fractura de cabeza de fémur bilateral, sus restos fueron cremados en la funeraria J. García López - Casa Prim en la misma ciudad, pero se desconoce el paradero de sus cenizas.

## Filmografía
- La serpiente roja (1938)
- Siboney (1938)
- La última aventura de Chaflán (1942)
- Noches de ronda (1943)
- ¡Viva mi desgracia! (1943)
- Toros, amor y gloria (1943)
- Mi reino por un torero (1943)
- Cruel destino (Allá en la frontera) (1943)
- Konga Roja (1943)
- Balajú (1944)
- Rosalinda (La flor de la costa) (1945)
- Toda una vida (1945)
- Los misterios del hampa (1945)
- Pasiones tormentosas (1946)
- Embrujo antillano (1946)
- La reina del trópico (1946)
- La vida íntima de Marco Antonio y Cleopatra (1946)
- La insaciable (1947)
- Ángel o demonio (1947)
- La sin ventura (1948)
- La bien pagada (1947)
- Flor de caña (1948)
- La hija del penal (1949)
- Un cuerpo de mujer (1949)
- Nuestras vidas (1949)
- La mujer del puerto (1949)
- El ciclón del Caribe (1950)
- La reina del mambo (Sin ti) (1950)
- Piña madura (1950)
- María Cristina (1951)
- La niña popoff (1952)
- Carnaval en Brasil / Carnaval Atlántida (1952)
- Mi noche de bodas / La engañadora (1953)
- La culpa de los hombres (1954)
- Casa de perdición (1954)
- Necesita un marido (Me lo dijo Adela) (1955)
- ¡Qué bravas son las costeñas! (1954)
- La gaviota (1955)
- ¡Nunca me hagan eso! (1956)
- Teatro del crimen (1956)
- Las mil y una noches (1958)
- Los legionarios (1958)
- La odalisca n.º 13 (1958)
- Flor de canela (1957)
- Sucedió en México (1957)
- Acapulqueña (1958)
- Ferias de México (1958)
- Las cuatro milpas (1958)
- Una estrella y dos estrellados (1958)
- ¡Viva Jalisco que es mi tierra! (1959)
- El Centauro del Norte (1960)
- ¡Vámonos para la feria! (1960)
- Romance en Puerto Rico (1961)
- Voy de gallo (1962)
- Caña brava (1965)
- México de mis amores (1981) (Documental)